# Logica libera
Una logica libera è una logica non classica, che ha un minor importo esistenziale della logica del primo ordine. Una logica libera permette ai termini di non denotare alcun membro del dominio di quantificazione; quando, oltre a questa possibilità, si aggiunge quella per il dominio di quantificazione di essere vuoto, si parla di logica inclusiva.